# Calymmodesmus mexicanus
Calymmodesmus mexicanus är en mångfotingart som beskrevs av Loomis 1959. Calymmodesmus mexicanus ingår i släktet Calymmodesmus och familjen Stylodesmidae. Inga underarter finns listade i Catalogue of Life.